# Répliques AC Cobra
 (juin 2015).
Si vous disposez d'ouvrages ou d'articles de référence ou si vous connaissez des sites web de qualité traitant du thème abordé ici, merci de compléter l'article en donnant les références utiles à sa vérifiabilité et en les liant à la section « Notes et références ».
Dans cet article ne seront présentées que les répliques AC très fidèles, voire pour certaines identiques à l'originale.
La AC Cobra originale fut produite jusqu'en 1968. Dès 1970, alors que l'on trouvait encore des Cobra en vente, des reconstructions et des répliques apparurent.

## HAWK et BRA (Beribo Réplica Automobiles)
Dès la fin des années 1970, les Britanniques commencent à produire des répliques. BRA conçoit une réplique à partir de moule provenant de la Cobra 289 originale. Les coques sont alors en fibre de verre. La voiture est construite sur une base de MGB. Elle est équipée du moteur 1 800 cm3 puis du populaire Rover V8.
Gerry Hawkridge, ingénieur passionné, rejoint BRA puis se met à son compte pour produire ses propres répliques et des pièces détachées pour cobra. La 289 HAWK est basée sur la carrosserie originale, avec une finition soignée.
La marque existe toujours et produit désormais des 289 et 427. Elles sont recherchées pour leur qualité de finition. Assez rares en conduite à gauche.
Les BRA se négocient entre 30 000 et 65 000 euros. Les HAWK plus soignées se négocient entre 35 000 et 70 000 euros.

## Hi Tech motorsports
Cette petite société était à la base spécialisée dans les restaurations de Cobra et reconstructions sur base de châssis originaux ou prototypes Ford. Ensuite, très tôt, Hi-tech motorsports développa des répliques très fidèles. Les équipes Hi-Tech avaient accès à l'unique exemplaire 289 FIA survivant aux États-Unis (CSX2345), ce qui leur permit de reproduire une réplique de 289 FIA des plus fidèles.
Le châssis est totalement identique à l'original. Seule la voiture donneuse pour une Hi-Tech peut être une AC Cobra originale. Ces œuvres d'art sont très recherchées aux États-Unis par les collectionneurs qui participent aux courses vintage. La plus aboutie est la 289 FIA aussi exportée en Hollande et en Grande-Bretagne entre 1975 et 1980.
Très rares sur le marché, des exemplaires Hi-tech motorsports de 1975 à 1980 se négocient entre 50 000 et 85 000 dollars. Cette société n'existe plus, son fondateur Tom Di Antonio ayant rejoint Caroll Shelby pour diriger la production des nouvelles Cobra continuation CSX4000.

## Kirkham
À la fin des années 1990, les frères Kirkham, américains, ont l'idée de fabriquer une fidèle réplique en Pologne dans une ancienne usine de construction aéronautique. Une 427 originale CSX104 y est expédiée pour être reproduite.
Chaque pièce était pratiquement identique à l'originale. La précision et la qualité des pièces montrent le réel savoir-faire de cette équipe polonaise.
Aujourd'hui les pièces de la Kirkham sont très souvent utilisées pour les restaurations de Cobras. Kirkham produit de belles répliques de 427 et 289 FIA, coque aluminium.
Une kirkham se négocie autour de 100 000 euros.

## Autokraft
Au Royaume-Uni, Autokraft, lancé par Brian Angliss, développe une réplique à la carrosserie aluminium le MKIV. Impressionnés par la voiture, AC Cars et Ford autorisent Autokraft à utiliser les appellations AC et Cobra. L'Autokraft est aussi une formidable réplique, dont de nombreux exemplaires trouvèrent acquéreurs aux États-Unis. La finition était excellente.
Sa côte varie entre 100 000 et 150 000 euros.